# Liam Neeson
William John Neeson, OBE (ur. 7 czerwca 1952 w Ballymenie) – północnoirlandzki aktor filmowy i teatralny, nominowany do Oscara za główną rolę w filmie Lista Schindlera.

## Życiorys

### Wczesne lata
Urodził się w Ballymena, w hrabstwie Antrim, w Irlandii Północnej, w rodzinie rzymskokatolickiej jako trzecie z czwórki dzieci Katherine „Kitty” Neeson (z domu Brown), kucharki i Bernarda „Barneya” Neesona, dozorcy w szkole podstawowej Ballymena Boys All Saints Primary School. Wychowywał się z trzema siostrami: Elizabeth, Bernadette i Rosaleen. W wieku dziewięciu lat rozpoczął lekcje boksu w All Saints Youth Club, a później był amatorskim mistrzem boksu w Ulsterze.
Mając 11 lat po raz pierwszy wystąpił na scenie po tym, jak jego nauczyciel angielskiego zaproponował mu główną rolę w szkolnym przedstawieniu. Na jego zainteresowanie aktorstwem wpłynął również Ian Paisley. W 1971 rozpoczął studia na wydziale fizyki i informatyki w Queen’s University Belfast w Irlandii, przed wyjazdem do pracy w St. James’s Gate Brewery. Na uczelni odkrył talent do gry w piłkę nożną i został zauważony przez irlandzkiego menadżera Seána Thomasa z Bohemian F.C. W Dublinie rozegrał jeden mecz przeciwko Shamrock Rovers F.C., ale nie zaproponowano mu kontraktu.
Po opuszczeniu uniwersytetu, powrócił do Ballymena, gdzie pracował dorywczo jako operator wózka widłowego w Guinness i kierowca ciężarówki. Uczęszczał również przez dwa lata do kolegium nauczycielskiego w Newcastle upon Tyne w Anglii, przed ponownym powrotem do rodzinnego miasta. Ukończył Gaiety School of Drama w Dublinie.

### Kariera
W 1976 roku dołączył do zespołu artystycznego The Lyric Players’ Theatre w Belfaście, gdzie występował przez dwa lata. W 1977 roku pierwsze doświadczenia filmowe, grając Jezusa Chrystusa i ewangelistę w filmie religijnym Wędrówka pielgrzyma (Pilgrim’s Progress). W 1978 roku przeniósł się do Dublina, gdy zaproponowano mu udział w sztuce Mówię ja, mówi on (Says I, Says He, 1977) Rona Hutchinsona o konflikcie w Irlandii Północnej. Po występie w kilku innych produkcjach, dołączył do Abbey Theatre.
W 1980 reżyser John Boorman zaangażował go do roli Lenniego Smalla w spektaklu Myszy i ludzie Johna Steinbecka, a następnie powierzył mu rolę sir Gawaina w filmie Excalibur (1981) u boku Nigela Terry’ego, Helen Mirren i Nicholasa Claya. Potem przeniósł się do Londynu, gdzie kontynuował pracę na scenie. Pojawiał się też na ekranie jako Kegan, „człowiek z gór” w filmie fantasy Petera Yatesa Krull (1983) z Kenem Marshallem, Churchill w dramacie historycznym Rogera Donaldsona Bunt na Bounty (The Bounty, 1984) u boku Mela Gibsona i Anthony’ego Hopkinsa, Fielding w dramacie wojennym Rolanda Joffé’a Misja (The Mission, 1986) z Robertem De Niro i Jeremym Ironsem oraz gościnnie jako Sean Carroon w trzecim sezonie serialu NBC Policjanci z Miami (Miami Vice, 1986).
Następnie przeniósł się do Hollywood. Uznanie krytyków przyniosła mu rola oskarżonego o morderstwo sekretarki prokuratora generalnego - bezdomnego włóczęgi i weterana z Wietnamu w filmie Petera Yatesa Podejrzany (Suspect, 1987) z Cher i Dennisem Quaidem. W thrillerze Buddy’ego Van Horna Pula śmierci (The Dead Pool, 1988) u boku Clinta Eastwooda wystąpił w roli Petera Swana, reżysera filmowego horroru. Tytułowa rola Peytona Westlake’a/człowieka ciemności w filmie sensacyjno-kryminalnym Sama Raimi Człowiek ciemności (Darkman, 1990) zdobyła nominację do nagrody Saturna. Za kreację Oskara Schindlera w biograficznym dramacie wojennym Stevena Spielberga Lista Schindlera (Schindler's List, 1993) otrzymał nagrodę krytyków filmowych w Chicago oraz został nominowany do Oscara, Złotego Globu i BAFTA. Jako Michael Collins (irlandzki przywódca) w biograficznym dramacie wojennym Michaela Apteda Michael Collins (1996) zdobył nagrodę Evening Standard British Film Awards i nominację do Złotego Globu.
Za postać Qui-Gona Jinna w filmie sci-fi George’a Lucasa Gwiezdne wojny: część I – Mroczne widmo (Star Wars Episode I: The Phantom Menace, 1999) był nominowany do nagrody Saturna i MTV Movie Award. Jako Alfred Kinsey w biograficznym dramacie Billa Condona Kinsey (2004) został uhonorowany nagrodą Irish Film & Television Academy i krytyków w Los Angeles i był nominowany do Złotego Globu. Z kolei jako Henri Ducard/Ra’s al Ghul w filmie Christophera Nolana Batman: Początek (Batman Begins, 2005) otrzymał nominację do nagrody Saturna i MTV Movie Award.
W 1999 królowa Elżbieta II nadała mu Order Imperium Brytyjskiego w randze Oficera.
W 2007 podpisał umowę z Bethesda Softworks. Podkładał głos Jamesa – ojca głównego bohatera w grze Fallout 3, będącej kontynuacją znanej serii Fallout.

## Życie prywatne
W różnych wypowiedziach dla mediów wielokrotnie podkreślał, że jest dumny z tego, że pochodzi z Irlandii Północnej. W 2014 roku wystąpił w kampanii reklamowej Rady Turystycznej Irlandii Północnej (Northern Ireland Tourist Board, NITB), promującej ten kraj jako cel turystyczny.
W latach 80. XX wieku był związany z Helen Mirren. W 1993 podczas prób nad broadwayowską sztuką Eugene’a O’Neilla Anna Christie poznał aktorkę Natashę Richardson, córkę aktorki Vanessy Redgrave i reżysera/scenarzysty Tony’ego Richardsona, którą poślubił 3 lipca 1994. Zagrali razem także w dramacie psychologicznym Michaela Apteda Nell (1994). Wychowywali dwóch synów: Micheála Richarda Antonio (ur. 22 czerwca 1995) i Daniela Jacka (ur. 27 sierpnia 1996). 18 marca 2009 w Kanadzie Natasha Richardson zmarła w wyniku wypadku - krwotoku w mózgu, spowodowanego upadkiem na stoku narciarskim.

## Filmografia
- 1978: Wędrówka pielgrzyma jako Ewangelista i Jezus Chrystus
- 1979: Christiana jako Greatheart
- 1981: Excalibur jako Gawain
- 1982: Merlin and the sword  (Arthur the King) jako Grak
- 1983: Krull (Krull) jako Kegan, „człowiek z gór”
- 1983: Kariera Emmy Harte (A Woman of Substance) jako Blackie O’Neill
- 1984: Bunt na Bounty (The Bounty) jako Churchill
- 1984: Wyspa Ellis (Ellis Island) jako Kevin Murray
- 1985: Niewinny (The Innocent) jako John Carns
- 1985: Król Artur (Arthur the King) jako Grak
- 1986: Misja (The Mission) jako Fielding
- 1986: Duet for One jako Totter
- 1986: Lamb jako Brother Sebastian
- 1986: Spadkobiercy Emmy Harte / Zachować marzenia (Hold the Dream) jako Blackie O’Neill
- 1986: Jeśli nadejdzie jutro (If tomorrow comes) jako Insp. André Trignant
- 1987: Słodka jak ty (Sweet as You Are) jako Martin Perry
- 1987: Nakaz milczenia (Sworn to Silence) jako Vincent Cauley
- 1987: Podejrzany (Suspect) jako John Anderson
- 1987: Modlitwa za umierających (A Prayer for the Dying) jako Docherty
- 1988: Dobra matka (The Good Mother) jako Leo Cutter
- 1988: Pula śmierci (The Dead Pool) jako Peter Swan
- 1988: Zjawy (High Spirits) jako Martin Brogan
- 1988: Satysfakcja (Satisfaction) jako Martin Falcon
- 1989: Prawo krwi (Next of Kin) jako Briar
- 1990: Wielki człowiek (The Big Man) jako Danny Scoular
- 1990: Człowiek ciemności (Darkman) jako Peyton Westlake/Darkman
- 1991: Podejrzenie (Under Suspicion) jako Tony Aaron
- 1992: Cudotwórca (Leap of Faith) jako Will
- 1992: Mężowie i żony (Husbands and Wives) jako Michael
- 1992: Rewolver (Revolver) jako mężczyzna
- 1992: Światło w mroku (Shining Through) jako Franz-Otto Dietrich
- 1993: Ethan Frome jako Ethan Frome
- 1993: Lista Schindlera (Schindler's List) jako Oskar Schindler
- 1993: Rubin z Kairu (Ruby Cairo) jako Fergus Lamb
- 1994: Nell jako Jerome Lovell
- 1995: Rob Roy jako Robert Roy MacGregor
- 1996: Lumiere i spółka (Lumière et compagnie)
- 1996: Wczoraj i dziś (Before and After) jako Ben Ryan
- 1996: Michael Collins jako Michael Collins (irlandzki przywódca)
- 1998: Nędznicy (Les Misérables) jako Jean Valjean
- 1999: Nawiedzony (The Haunting) jako dr David Marrow
- 1999: Gwiezdne wojny: część I – Mroczne widmo (Star Wars – Episode 1: The Phantom Menace) jako Qui-Gon Jinn
- 2000: Charlie Cykor (Gun Shy) jako Charlie
- 2000: The Man Who Came to Dinner jako Gospodarz
- 2002: Gangi Nowego Jorku (Gangs of New York) jako ksiądz Vallon
- 2002: K-19 (K-19: The Widowmaker) jako kapitan Polenin
- 2003: To właśnie miłość (Love Actually) jako Daniel
- 2004: Kinsey jako Alfred Kinsey
- 2005: Opowieści z Narnii: Lew, czarownica i stara szafa jako Aslan (głos)
- 2005: Batman: Początek (Batman Begins) jako Henri Ducard/Ra’s al Ghul
- 2005: Królestwo niebieskie (Kingdom of Heaven) jako Godfrey z Ibelinu
- 2005: Śniadanie na Plutonie (Breakfast on Pluto) jako ojciec Bernard
- 2006: The White Rose
- 2006: Krew za krew jako pułkownik Carver
- 2008: Uprowadzona jako Bryan Mills
- 2008: Opowieści z Narnii: Książę Kaspian jako Aslan (głos)
- 2008: The Other Man jako Peter
- 2009: Pięć minut nieba (Five Minutes of Heaven) jako Alistair Little
- 2009: Chloe jako David
- 2009: After.Life jako Eliot Deacon
- 2010: Starcie tytanów jako Zeus
- 2010: Drużyna A jako John „Hannibal” Smith
- 2010: Dla niej wszystko (The Last Three Days) jako Damon Pennington
- 2011: Tożsamość jako doktor Martin Harris
- 2011: Gwiezdne wojny: Wojny klonów, serial animowany Qui-Gon Jinn (głos)
- 2012: Przetrwanie (The Grey) jako Ottway
- 2012: Battleship: Bitwa o Ziemię jako admirał Shane
- 2012: Gniew tytanów (Wrath of The Titans) jako Zeus
- 2012: Mroczny Rycerz powstaje (The Dark Knight Rises) jako Ra’s al Ghul
- 2012: Uprowadzona 2 (Taken 2) jako Bryan Mills
- 2013: Legenda telewizji 2: Kontynucja (Anchorman 2: The Legend Continues) przedstawiciel History Channel
- 2013: Third Person jako Michael
- 2014: Milion sposobów, jak zginąć na Zachodzie (A Million Ways to Die in the West) jako Clinch
- 2014: Krocząc wśród cieni (A Walk Among the Tombstones) jako Matt Scudder
- 2014: Non-Stop jako Bill Marks
- 2015: Uprowadzona 3 (Taken 3) jako Bryan Mills
- 2015: Nocny pościg (Run All Night) jako Jimmy Conlon
- 2016: Milczenie (Silence) jako ojciec Cristóvão Ferreira
- 2016: Operacja Chromit – Bitwa o Inczon jako Douglas MacArthur
- 2017: Tajne źródło (Mark Felt: The Man Who Brought Down the White House) jako Mark Felt
- 2018: Pasażer jako Michael MacCauley
- 2018: Ballada o Busterze Scruggsie jako Impresario (segment Meal Ticket)
- 2018: Wdowy jako Harry Rawlings
- 2019: Przykładny obywatel (Cold Pursuit) jako Nels Coxman
- 2019: Men in Black: International jako High T
- 2019: Ordinary Love jako Tom
- 2019: Gwiezdne wojny: Skywalker. Odrodzenie jako Qui-Gon Jinn (głos)
- 2020: Made in Italy jako Robert
- 2020: Uczciwy złodziej (Honest Thief) jako Tom Dolan
- 2021: Strzelec wyborowy jako Jim Hanson
- 2022: Obi-Wan Kenobi jako Qui-Gon Jinn[23]
- 2022: Bez pamięci (Memory) jako Alex Lewis
- 2022: Demaskator (Blacklight) jako Travis Block
- 2022: Detektyw Marlowe (Marlowe) jako Philip Marlowe
- 2023: Ultimatum (Retribution) jako Matt Turner
- 2023: Kraj świętych i grzeszników (In the Land of Saints and Sinners) jako Finbar Murphy
- 2023: Dziki kot (Wildcat) jako ksiądz
- 2024: Rozgrzeszenie (Absolution) jako bandyta
- 2025: Naga broń (The Naked Gun) jako Frank Drebin jr.